# Podul Florilor - Rita Barberá
Podul Florilor (în spaniolă Puente de las Flores-Rita Barberá, în catalană Pont de les Flors) separă secțiunile IX și X ale Grădinilor Turia, din municipiul Valencia. A fost inaugurat în 2002 și este un proiect al inginerului Manuel Biedma (Iberinsa). Cea mai remarcabilă caracteristică a sa este faptul că acest pod este întotdeauna împodobit cu flori, care sunt schimbate de patru sau mai multe ori pe an, în funcție de anotimp și de festivitățile celebrate. În timpul vizitei Papei Benedict al XVI-lea în acest oraș, în 2006, au fost plantate flori albe și galbene ca un omagiu adus drapelului Cetății Vaticanului.
Întreținerea podului, cu aceste periodice schimbări ale ornamentelor florale, de cel puțin trei ori pe an, a fost un subiect controversat din cauza costului său ridicat, care în primii ani se ridica, de obicei, la câteva sute de mii de euro pe an. Criza economică și schimbările în administrația municipală au dus la o reducere treptată a costurilor de întreținere.
În iulie 2023, Consiliul Local Valencia a anunțat că va adăuga podului numele „Primărița Rita Barberá⁠(d)” în onoarea femeii care a condus Valencia din funcția de primar, din 1991 până în 2015. Consiliul local a aprobat schimbarea numelui în septembrie 2023.